# Aiguilles Rouges
De Aiguilles Rouges (rode pieken) zijn een bergketen in de Franse Voor-Alpen, gelegen in het departement Haute-Savoie. Het massief bestaat uit een rij pieken die van le Brevent (2525 m) tot de Col des Montets gaan. Het massief maakt deel uit van het grotere "Chablais-Haut-Giffre"-massief. Het hoogste punt wordt gevormd door de Aiguille du Belvédère (2965 m).

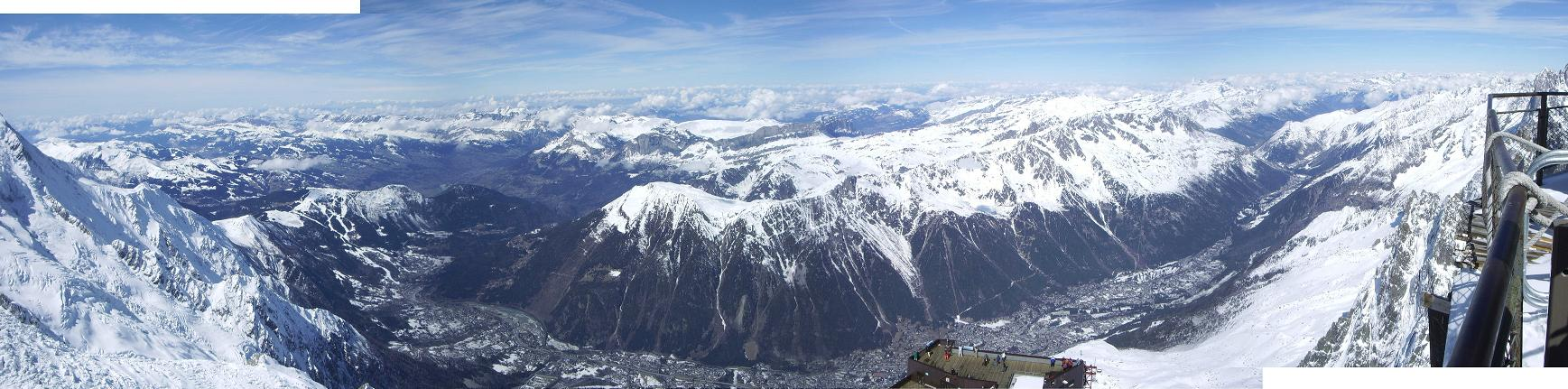
De Aiguilles Rouges en de vallei van de Arve, gezien vanaf de Aiguille du Midi (Mont Blancmassief)

## Geologie en begrenzing
De Aiguilles Rouges bestaan uit metamorf gesteente, meer specifiek uit gneiss.
Het massief wordt begrensd door de vallei van Chamonix in het zuidoosten. Deze vormt een deel van de zogeheten Sillon Alpin: de grens tussen de Voor-Alpen en de 'echte' Alpen. Aan de overzijde van de vallei ligt het veel hogere Mont Blancmassief. De Sillon Alpin loopt verder zuidwaarts via het Val d'Arly en Megève.
Ten westen van de Aiguilles Rouges ligt het Giffre-massief. De grens via de vallei van de Diosaz, de Col de Salenton en de Bérard-vallei. Het kleine bergmassiefje van Pomenaz, met de Pointe Noire de Pomenaz (2323 m) als hoogste punt, wordt eerder bij de Aiguilles Rouges geklasseerd dan bij het Giffre-massief.

## Natuur
Vanwege de geringe hoogte kent het massief geen gletsjers van enige omvang, in tegenstelling tot Mont-Blancmassief aan de overzijde van de Arve-vallei. De noordwestelijke flank van de Aiguilles Rouges kent een beperktere vegetatie door de geringe zonneschijn. Aan de zuidoostelijke zijde komen diverse biotopen voor. Deze specifieke vegetatie werd in 1974 beschermd door het réserve naturelle des aiguilles Rouges (3 279 hectare).

### Bergmeren
Het massief kent een aantal mooie bergmeren, waarvan het Lac Blanc (aan de voet van de Aiguille du Belvédère) het bekendste is vanwege zijn uitzicht op de vallei van Chamonix en het Mont Blancmassief. Andere meren zijn het Lac du Brévent, Lac Cornu, Lac Noir des aiguilles Rouges en het Lac de l'Aiguillete.

## Ski
Op de zuidoostelijke hellingen van de Aiguilles Rouges wordt in de winter geskied. Het vormt een van de drie skigebieden van Chamonix, naast "le Tour" en het bekende "Grand Montets" (Argentière). Het is het enige van de drie dat rechtstreeks vanuit de stad Chamonix bereikbaar is via liften.